# Xabier Amuriza
Xabier Cruz Amuriza Zarraonaindia, más conocido como Xabier Amuriza, (Echano, Vizcaya, 3 de mayo de 1941) es un versolari, escritor, traductor, investigador, músico y político español. Está considerado como el gran renovador del versolarismo a finales del siglo XX.
Se ordenó como sacerdote en 1965. Estuvo seis años en la cárcel concordataria de Zamora por participar en una huelga de hambre. En 1976 se secularizó.

## Biografía
Amuriza nació en 1941 en el caserío Torreburu de la localidad vizcaína de Echano (actualmente parte del municipio de Amorebieta-Echano). En su juventud estudió en los carmelitas de Amorebieta y posteriormente en el Seminario de Derio, ordenándose como sacerdote católico en 1965. Fue párroco de los pueblos de Guizaburuaga y Amoroto. Estuvo seis años en la Cárcel concordataria de Zamora durante los últimos años del franquismo por haber protagonizado una protesta. En 1976 dejó el sacerdocio y se secularizó. Se casó y tiene una hija, Miren, que también es versolari. Vive actualmente en la localidad vizcaína de Bérriz.

## Bersolari
Fue en dos ocasiones campeón de Euskal Herria de versolaris; en 1980 y 1982. Sería además tercero en el campeonato de 1986 y subcampeón del Campeonato de Álava y Vizcaya en 1987. Tras una operación de faringe dejó de tomar parte en futuros campeonatos.
En el campeonato de 1980 trajo aires nuevos al versolarismo. La generación de Amuriza empezaba a practicar un versolarismo distinto, más elaborado. Fue protagonista de numerosas novedades, creó un mundo de imágenes y metáforas nuevas, cambió el modo de estructurar los versos, creó nuevas métricas y melodías. 
También puede considerársele el primero en improvisar los metros en euskera batúa, ya que hasta entonces los versolaris solían utilizar el dialecto que les era propio. Más adelante, con la consolidación de la lengua unificada, en sus actuaciones en Vizcaya recurre al dialecto de esta región como hacen los demás versolaris vizcaínos, y ha publicado artículos y un libro usando el modelo literario de esta variedad del euskera.
Sus aportaciones se han dado también en el aspecto teórico, siendo autor de un diccionario de rimas, Errima Hiztegia, el cual empezó a escribir en prisión para publicarlo años después. También publicó el método de aprendizaje Zu ere bertsolari (tú también versolari), que tuvo gran influencia en las escuelas destinadas a formar a los nuevos versificadores en los años ochenta. Él mismo fomentó la creación de estos grupos (llamados bertso-eskolak), siendo el creador de gran parte de sus materiales de enseñanza. 
Intentó crear nuevas formas de presentar el bertso ante el público. Su particular aportación consistió en ofrecer actuaciones de pueblo en pueblo acompañado de un grupo musical. Antes de una actuación buscaba información sobre el pueblo que le había contratado: su situación política, sus problemas y conflictos, personajes conocidos, etc. Una vez recogida la información escribía los versos y los integraba en un guion.
En la década de 1990 abandonó las plazas y trató de crear nuevos formatos. Hoy día sigue participando en algunas sesiones, aunque la mayor parte de su trabajo lo dedica a la escritura. 
Es miembro de honor de la Euskal Herriko Bertsozale Elkartea (Asociación de Amigos del Versolarismo) desde su constitución el 18 de junio de 1987.

## Escritor
Xabier Amuriza ha publicado compilaciones de sus bertsos improvisados en las plazas, y es autor de ensayos escritos desde el prisma del estudioso e historiador del fenómeno. Son destacables sus libros sobre metodología y estudio de la técnica del versolarismo, así como sus obras de recopilación y documentación de la historia del versolarismo.
Pero fuera de su faceta de versolari, Amuriza es considerado un gran escritor. Durante la década de 1970 publicó materiales para el aprendizaje del euskera, más un diccionario de rimas, el primero de este género escrito en la lengua. Tradujo al euskera la novela Un mundo feliz de Aldous Huxley en 1971 (Bai mundu berria). Es además autor de cinco novelas, un libro de poemas y una autobiografía.
Ha sido articulista habitual en los diarios Egin, Gara, Euskaldunon Egunkaria y Berria, además de la revista Argia.

## Actividad política
Paralela a su faceta como versolari, escritor y persona ligada a diversos aspectos de la cultura vasca, está la faceta de militancia política de Amuriza. Esta comenzó en su etapa como sacerdote cuando tomó parte en Gogor, un movimiento de sacerdotes contra la represión de la dictadura franquista y en pro del resurgimiento de la cultura vasca. Su militancia en este movimiento le llevó a ser encarcelado en dos ocasiones. Cuando era seminarista participó en un encierro en el Seminario de Derio, a raíz del cual pasó un mes en la cárcel de Basauri.
Con posterioridad, en 1968 y siendo ya sacerdote, tomó parte en un encierro y huelga de hambre en el Obispado de Bilbao en protesta por el estado de excepción que se había impuesto en el País Vasco. Por estos hechos fue juzgado y condenado a la cárcel concordataria de Zamora, especialmente habilitada para el internamiento de religiosos y donde permaneció encerrado seis años. En la cárcel protagonizó también otra huelga de hambre.
Desde la Transición su nombre ha estado vinculado de una u otra forma a Herri Batasuna y a los partidos o agrupaciones políticas afines. No ha ocupado puestos en la dirección de HB, pero ha puesto su nombre y prestigio en el mundo de la cultura vasca al servicio de esta formación política presentándose en listas electorales, ocupando cargos públicos, participando en mítines, etc.
En las elecciones municipales del 3 de abril de 1979 fue elegido concejal de Herri Batasuna en su pueblo Amorebieta-Echano y también apoderado en las Juntas Generales de Vizcaya.
En 1981, durante una visita del rey Juan Carlos I a la Casa de Juntas de Guernica, fue uno de los cargos electos de Herri Batasuna allí presentes que interrumpieron el discurso del rey cantando el Eusko gudariak (Himno del soldado vasco). Por este hecho fue procesado por el delito de injurias contra el rey. En mayo de 1982 fue detenido por negarse a pagar la fianza que se le había impuesto en este proceso. Estuvo dos meses en la cárcel por este motivo. 
En 1986 entró como parlamentario vasco la víspera de terminar la II Legislatura y con posterioridad saldría reelegido parlamentario en las elecciones de 1986, permaneciendo en dicho cargo público hasta 1990.
En 1998 fue uno de los promotores de Euskal Herritarrok, figurando su firma en la solicitud de registro de esta formación política. Ha figurado como impulsor y convocante de manifestaciones en nombre de la izquierda abertzale después de que Batasuna fuera ilegalizada, como en el caso de una manifestación celebrada en Bilbao el 14 de septiembre de 2002  que acabó en disturbios, más otra celebrada el 30 de septiembre de 2006.
Figuró como candidato de la agrupación electoral Autodeterminaziorako Bilgunea (AuB) que pretendía presentarse en 2003 a las elecciones Forales de Vizcaya, pero que fue ilegalizada por considerarse sucesora de Batasuna.

## Obra
- La explosión de la conciencia, Txalaparta, Tafalla, 1999, ISBN 978-84-8136-144-5.